# Coralliophila kaofitorum
Coralliophila kaofitorum is een slakkensoort uit de familie van de Muricidae. De wetenschappelijke naam van de soort is voor het eerst geldig gepubliceerd in 2002 door Vega, Vega & Luque.